# Lenka Masná
Lenka Masná (República Checa, 22 de abril de 1985) es una atleta checa especializada en la prueba de 4x400 m, en la que consiguió ser medallista de bronce europea en pista cubierta en 2013.

## Carrera deportiva
En el Campeonato Europeo de Atletismo en Pista Cubierta de 2013 ganó la medalla de bronce en los relevos de 4x400 metros, con un tiempo de 3:28.49 segundos, tras Reino Unido y Rusia (plata).